# Schackgideon
Schackgideon är ett schackpris som årligen delas ut av Sveriges Schackförbund. Priset delas ut till svensk schackspelare för framstående internationella eller nationella prestationer under året. Priset har fått sitt namn efter den svenske stormästaren Gideon Ståhlberg.

## Pristagare
- 1977 – Konstanty Kaiszauri[1]
- 1978 – Ulf Andersson[1]
- 1979 – Lars Karlsson[1]
- 1980 – Ralf Åkesson[1]
- 1981 – Pia Cramling[1] och Dan Cramling[1]
- 1982 – Ulf Andersson[1]
- 1983 – Pia Cramling[1]
- 1984 – Ferdinand Hellers[1]
- 1985 – Christer Bergström[1]
- 1986 – Lars-Åke Schneider[1]
- 1987 – Inget pris delades ut
- 1988 – Ferdinand Hellers[1]
- 1989 – Richard Wessman[1]
- 1990 – Michael Wiedenkeller[1]
- 1991 – Jonny Hector[1]
- 1992 – EM-laget (Ulf Andersson[1], Ferdinand Hellers[1], Thomas Ernst[1], Pia Cramling[1], Lars Karlsson[1], förbundskapten Håkan Åkvist[1])
- 1993 – Thomas Ernst[1]
- 1994 – Manne Joffe[1]
- 1995 – Tom Wedberg[1]
- 1996 – OS-laget i Jerevan (Ulf Andersson[1], Pia Cramling[1], Ralf Åkesson[1], Johan Hellsten[1], Robert Åström[1], Tiger Hillarp Persson[1], förbundskapten Håkan Åkvist[1])
- 1997 – Jonny Hector[1]
- 1998 – Tiger Hillarp Persson[1]
- 1999 – Evgenij Agrest[1]
- 2000 – Tom Wedberg[1]
- 2001 – Stellan Brynell[1]
- 2002 – Anders Eriksson[1]
- 2003 – Pia Cramling[1]
- 2004 – Johan Hellsten[1]
- 2005 – Emanuel Berg[1]
- 2006 – Christin Andersson[1]
- 2007 – Emanuel Berg[1]
- 2008 – Tiger Hillarp Persson[1]
- 2009 – Inna Agrest[1]
- 2010 – Pia Cramling[1]
- 2011 – Nils Grandelius[1]
- 2012 – OS-laget i Istanbul (Nils Grandelius, Hans Tikkanen, Emanuel Berg, Pontus Carlsson, Axel Smith, lagledare Stellan Brynell)[2]
- 2013 – Hans Tikkanen[3]
- 2014 – Nils Grandelius[4]
- 2015 – Pia Cramling[5]
- 2016 – Erik Blomqvist[6]
- 2017 – Hans Tikkanen[7]
- 2018 – Nils Grandelius[8]
- 2019 – Erik Blomqvist[9]
- 2020 – Inget pris delades ut.
- 2021 – Jung Min Seo
- 2022 – Pia Cramling

## Bildgalleri

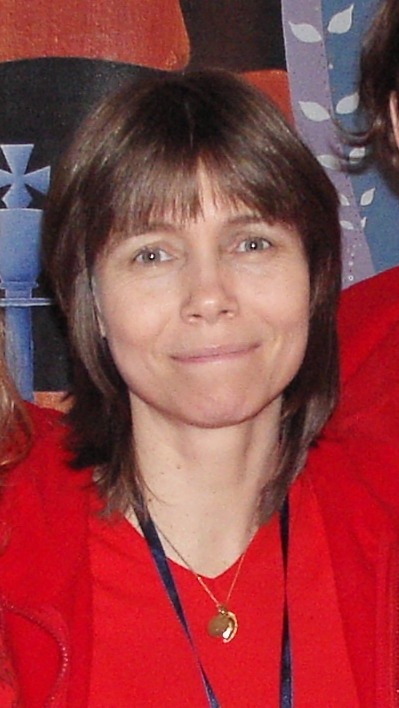
Pia Cramling har (2018) tagit emot priset flest gånger: 5 gånger ensam och 3 gånger tillsammans med andra.
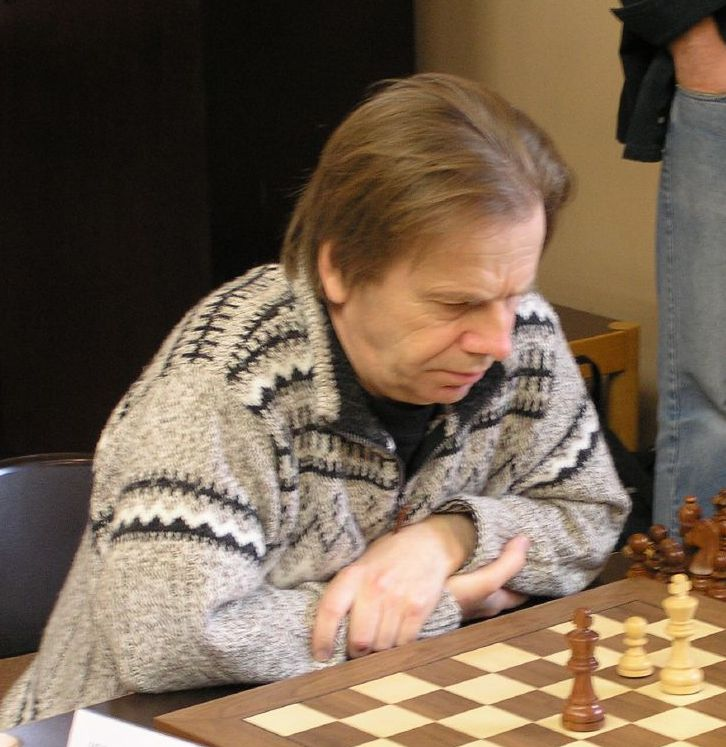
Ulf Andersson fick priset 1978, 1982, 1992 och 1996.
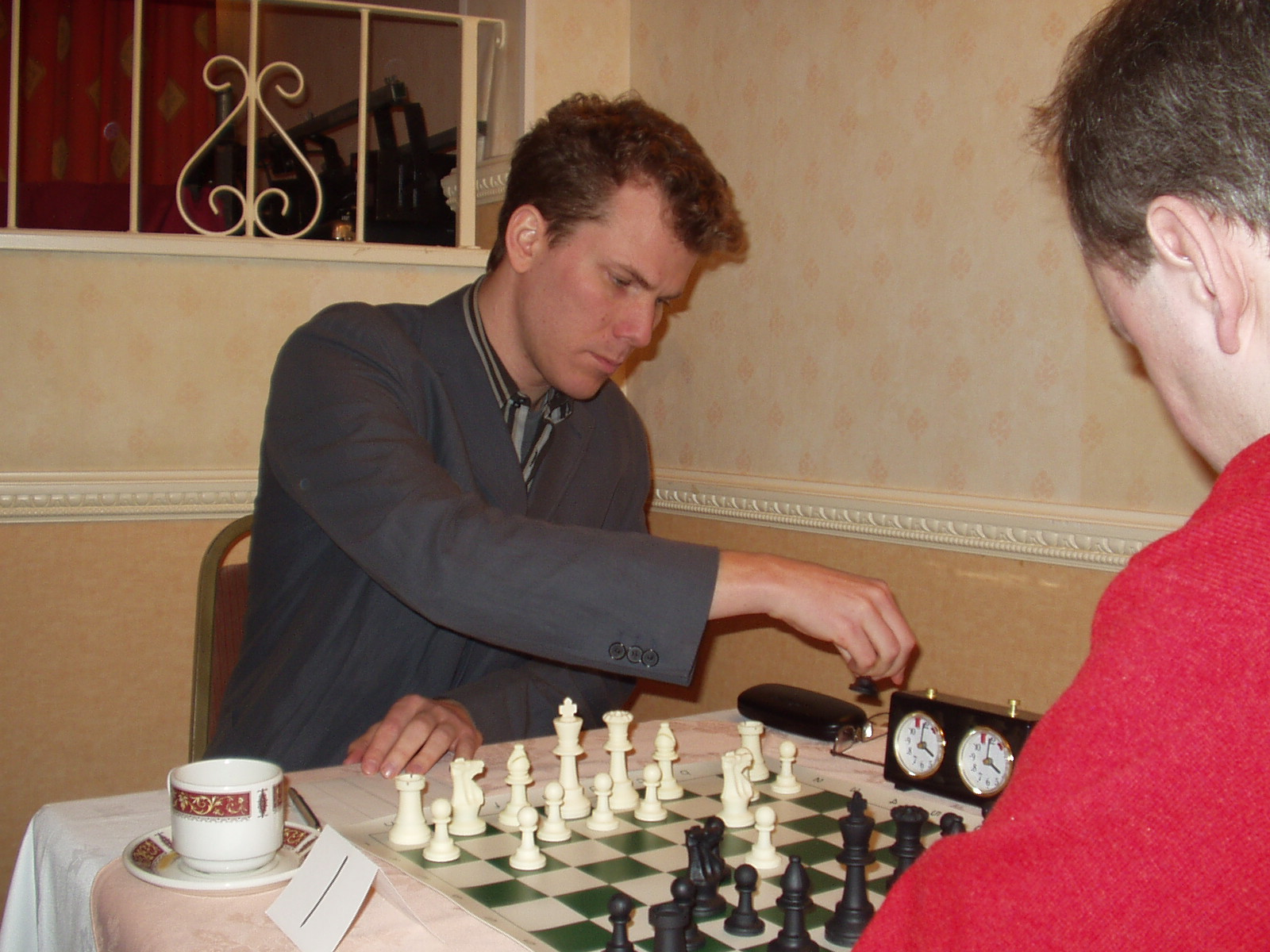
Tiger Hillarp Persson fick priset 1996, 1998 och 2008.
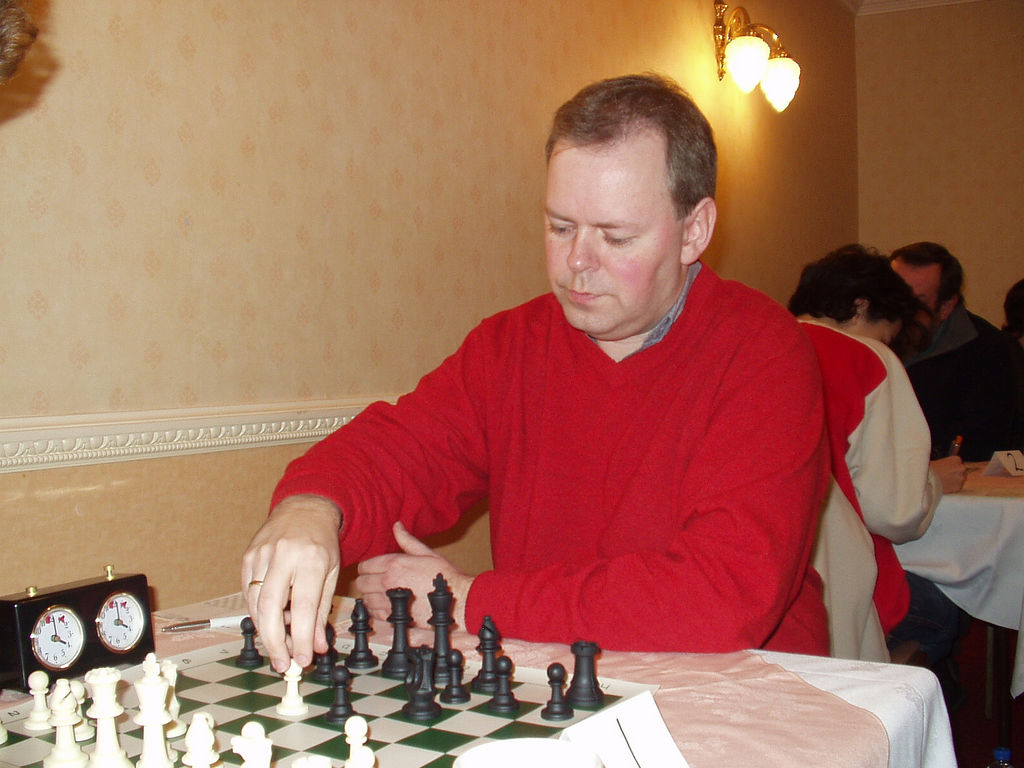
Jonny Hector fick priset 1991 och 1997.